# الصندوق الجديد لإسرائيل
صندوق إسرائيل الجديد أو الصندوق الجديد لإسرائيل (بالعبرية:הקרן החדשה לישראל، بالإنجليزية: New Israel Fund) هي منظمة غير ربحية تضم أعضاء إسرائيليين، وأعضاء من أمريكا الشمالية، وأوروبيين. تدير المنظمة منذ 2008 النائبة السابقة في الكنيست ناعومي حزان. ويقع مقر المنظمة في واشنطن. تصف المنظمة رؤيتها لإسرائيل بأنها يجب أن تكون «دولة تؤمن مساواة كاملة في الحقوق الاجتماعية والسياسية لكل سكانها، بغض النظر عن الدين، أو العرق، أو الجنس.».
يقع مقر منظمة الصندوق الجديد في واشنطن، ولها مكاتب في بوسطن، وشيكاغو، وفلوريدا، ولوس أنجلوس، ونيويورك، وسان فرانسيسكو، ولندن، وسويسرا، وكندا والقدس.

## أعمال المنظمة
تقدم المنظمة الدعم المادي للمشاريع التي تهدف إلى تعزيز المساواة والحقوق في المجتمع الإسرائيلي، خاصة حقوق سكان إسرائيل من الفلسطينيين. ويقدر الدعم المادي الذي تقدمه المنظمة بنحو 15 مليون دولار سنويًا، يقدمها الصندوق الجديد للمنظمات المدنية والحقوقية الإسرائيلية. قدمت المنظمة الدعم لأكثر من ثمانمئة منظمة مدنية إسرائيلية، ودعمت مديًا بما يقارب 200 مليون دولار.

## الحملة عليها
شنت منظمة إسرائيلية غير حكومية اسمها إن أردتم حملة على منظمة الصندوق الجديد، بسبب دعم الأخيرة لستة عشر منظمة إسرائيلية قدمت معلومات ومراجع لبعثة الأمم المتحدة لتقصي الحقائق في نزاع غزة. واتهمت هذه المنظمة الصندوق الجديد بأنه مؤسسة "غير وطنية"، وأنها تمول "حملة دعائية" تهدف إلى نزع الشرعية عن إسرائيل وإنكار حقها في الوجود والدفاع عن النفس". وقد تقدم نائب الكنيست عونتيل شنيلر باقتراح مراقبة نشاط منظمات المجتمع المدني الإسرائيلية التي قدمت معلومات لبعثة تقصي الحقائق الأممية، وهو ما بحسب رأيه "ألحق ضررًا بالمصالح القومية للدولة". وقال النائب الإسرائيلي استنادًا إلى تحقيق مشروع في معاريف فإن حوالي 90% من المعلومات التي تدين إسرائيل في تقرير غولدستون قد قدمتها 16 منظمة إسرائيل تدعمها منظمة الصندوق الجديد.

## وصلات خارجية
- موقع الصندوق الجديد لإسرائيل (بالإنجليزية)